# Blau-Weiss Borssum
Der Sportverein SV Blau-Weiss von 1920 Emden-Borssum e. V. ist ein Breitensportverein aus dem Emder Stadtteil Borssum. Mit knapp 2000 Mitgliedern ist der Verein der zweitgrößte Breitensportverein Emdens (nach dem Integrierten Sportverein/ISV Emden) und der drittgrößte in Ostfriesland (nach dem MTV Aurich).

## Geschichte
Der Verein wurde als Arbeiter-Turn- und Sportverein Glück-Auf Borssum 1920 gegründet. Das Verbot der Arbeitersportbewegung 1933 führte zur Auflösung, in deren Folge der SV Blau-Weiss Borssum gegründet wurde. Nach der Auflösung 1945 entstand der Rasensportverein Borssum, der jedoch 1948 wieder den heutigen Namen annahm.
Als Höhepunkt der Feierlichkeiten zum 50-jährigen Vereinsbestehen fand am 30. August 1970 ein Freundschaftsspiel zwischen dem SV Blau-Weiß Borssum und dem Hamburger SV im Borssumer EMS-Stadion statt. Vor dem Spiel wurde Uwe Seeler als erster Nicht-Emder mit der silbernen Sportmedaille der Stadt Emden ausgezeichnet. Das anschließende Spiel gewann der HSV durch Tore von Klaus Zaczyk, Hans-Werner Kremer und Peter Nogly mit 3:0.

## Sparten
Der Verein verfügt über die Sparten Fußball, Tischtennis, Volleyball, Turnen mit diversen Kursen, Leichtathletik, Handball, Basketball einschließlich Rollstuhl-Basketball, Frisbee, Dart, Badminton und Sportabzeichen. Zudem gibt es eine Abteilung Kultur mit einem Chor, den Club der alten Herren, die Blau-Weiss-Ladys, den Spiel- und Klönnachmittag und eine eigene Theaterabteilung.

## Sportstätten
Die Fußballabteilung trägt ihre Pflichtspiele im bis zu 3.000 Zuschauer fassenden Ems-Stadion aus. Des Weiteren nutzt die Fußballabteilung die beiden Plätze am Birkenweg sowie den Schulsportplatz der Oberschule Borssum für den Spiel- und Trainingsbetrieb. Die vereinseigene Dreifachhalle, das Borssumer Sportzentrum, grenzt direkt an das Sportheim. In der oberen Etage der Halle befindet sich zudem eine vereinseigene Sauna sowie Kursräume für Tanz- oder kleinere Sportgruppen. In der ersten Etage des Sportheims befindet sich mit dem Sporttreff die Vereinsgaststätte.
Koordinaten: 53° 20′ 47″ N, 7° 13′ 41″ O

## Erfolge im Fußball
Den ersten Erfolg holte Blau-Weiss Borssum 1931 mit der ostfriesischen Meisterschaft im Arbeitersport. 1952 stieg der Verein in die Amateurliga 1, die damals dritthöchste Spielklasse auf. 1954 stieg man ab, von 1957 bis 1964 jedoch war der Club wieder drittklassig. In jener Zeit gelang Borssum auch ein 4:1-Pokalsieg gegen den damaligen Oberligisten (seinerzeit höchste Spielklasse) Bremerhaven 93.
Nach einem weiteren Jahr Viertklassigkeit stieg man 1965 wiederum auf. Dadurch wurde Borssum erstmals in seiner Geschichte die Nummer eins im Emder Fußball. Kickers Emden spielte damals nur in der vierten Liga. 2006 gewann Borssum nach 13-maliger Finalteilnahme erstmals in 25 Jahren die Emder Hallenstadtmeisterschaft. 2008 konnte man den Titel ein zweites Mal gewinnen.
In der Saison 2014/15 erzielte die erste Herrenmannschaft mit der Vizemeisterschaft in der Bezirksliga den größten Erfolg der jüngeren Vergangenheit und erhielt durch den Verzicht des Meisters SV Concordia Ihrhove die Möglichkeit in die Landesliga Weser/Ems aufzusteigen. Die Mannschaft entschied sich allerdings nach einer internen Diskussion ebenfalls auf den Aufstieg zu verzichten und auch in der Saison 2015/16 in der Bezirksliga anzutreten, aus der sie 2022 absteigen mussten.

## Erfolge im Volleyball
Eine einzigartige Erfolgsgeschichte der Borssumer Volleyballerinnen begann im Jahr 2005 mit der Meisterschaft in der Kreisklasse und dem damit verbundenen Aufstieg in die Kreisliga. In den darauffolgenden Jahren schaffte die Mannschaft jedes Jahr den Aufstieg und so innerhalb von acht Jahren den Sprung aus der Kreisklasse bis in die drittklassige Regionalliga.
- 2005 – Kreisklasse
- 2006 – Kreisliga
- 2007 – Bezirksklasse
- 2008 – Bezirksliga
- 2009 – Landesliga
- 2010 – Verbandsliga
- 2011 – Oberliga
- 2012 – Regionalliga

Stand im ersten Jahr noch der Klassenerhalt in der Regionalliga, stieg die Mannschaft im Folgejahr in die Oberliga ab. Inzwischen spielt die Mannschaft in der Verbandsliga.
Durch den Erfolg der ersten Damenmannschaft wuchs auch die gesamte Sparte, so dass aktuell drei Damenmannschaften sowie eine Jugendmannschaft im Verein aktiv sind.

## Erfolge im Tischtennis
Die erste Tischtennis-Mannschaft des Clubs spielte 19 Jahre in der Regionalliga, die die Dritte Liga im Tischtennis darstellte. Dank dieser Zeit hat sich der Verein zu einer ostfriesischen Hochburg für Tischtennis entwickelt. Aktuell (Spielzeit 2023/24) nimmt der Verein mit sechs Herren-, einer Damen-, einer Senioren- und vier Nachwuchs-Mannschaften am Spielbetrieb teil und ist damit eine der mitgliederstärksten Tischtennis-Sparten Ostfrieslands. Die erste Herren und die erste Damen spielen jeweils in der Bezirksoberliga. Die erste Senioren 40 ist in der Landesliga aktiv. Die erste Jungen 19 spielt in der Bezirksliga.

## Persönlichkeiten
- Ferydoon Zandi, gebürtiger Emder, spielte in der Jugend des SV BW Borssum und später u. a. beim SC Freiburg und 1. FC Kaiserslautern in der Bundesliga sowie in der Nationalmannschaft des Iran.